# 紹薩特基·東加
紹薩特基·東加（1853年—1913年）是一名湯加政治人物，於1893年至1905年期間擔任湯加首相。他於1903年被喬治·圖普二世賜予維昆的頭銜，是該頭銜的首位持有者。